# Lac Roberge (Grandes-Piles)
Pour l’article homonyme, voir Roberge.
Le lac Roberge est situé dans la municipalité de Grandes-Piles, en la municipalité régionale de comté (MRC) Mékinac, en Mauricie, au Québec, Canada.

## Géographie

### Segment nord de la rivière Mékinac du Nord
Long de 19 km, le segment nord de la rivière Mékinac du Nord prend sa source à Sainte-Thècle, au Troisième lac Champlain, dont les eaux se déversent vers le sud subséquemment dans le 2e lac, puis le premier lac Champlain. Le parcours de la rivière se poursuit vers le sud, en traversant les lacs Cobb-Dorval, Pélard, à Pierre et le Petit lac Dorval (situé à 3 km du lac Roberge) (Grandes-Piles). Au sud du lac Cobb-Dorval, la rivière recueille une autre décharge venant de l'ouest qui déverse les eaux des lacs Embryon, "du Canard" et Bouton. Vis-à-vis du lac Nicolas, la rivière reçoit du côté Est, la décharge du lac Fontaine. Finalement la rivière se déverse dans un petit lac à l'extrémité nord-ouest du lac Roberge. Ainsi, le segment nord de la rivière Mékinac du Nord s'avère le plus important tributaire du lac.

### Forme du lac
De forme très allongée et étroite, le lac Roberge a 3,4 km de longueur dans l'axe nord-ouest vers le sud-est. Sa largeur maximale est de 200 mètres, dans la section nord du lac. Le lac se subdivise en quatre sections dont la plus importante est la section du Sud. La vallée du lac Roberge est encastrée entre des montagnes dans le territoire de Grandes-Piles, presque à la limite de Saint-Roch-de-Mékinac.

### Embouchure
Depuis l'embouchure du lac Roberge (située à l'extrémité sud-est du lac), la rivière Mékinac du Nord coule en milieu forestier vers le sud-est sur 6,1 km (relativement en ligne droite, sauf quelques courbes) jusqu'à la limite de Saint-Tite. Cette rivière se déverse dans la rivière des Envies, dans le territoire de Saint-Tite.

### Route 159
Un segment de la route 159 , entre Saint-Tite et Saint-Roch-de-Mékinac, longe tout le lac du côté sud-est. Cette vallée est un passage obligé entre le secteur de la rivière Saint-Maurice et de la rivière des Envies (à Saint-Tite).

### Second lac Roberge
Le Second lac Roberge (altitude de 181 m) est situé dans le territoire de Saint-Roch-de-Mékinac, à un km au nord-ouest du Lac Roberge (Grandes-Piles), dans la même vallée. La décharge de ce deuxième lac coule vers le sud-est dans un petit lac situé à une centaine de mètres de l'extrémité nord-ouest du lac Roberge (Grandes-Piles). Ce petit lac reçoit les eaux de la rivière Mékinac du Nord qui arrive du nord, et se déverse dans le lac Roberge.

### Chemin du Lac-Fontaine
Le chemin du Lac-Fontaine" se connecte à la route 159 entre ces deux lacs. Le chemin du lac Fontaine qui se dirige vers le Nord-Est, se connecte à la route Joseph-Saint-Amant dans Sainte-Thècle. Le chemin du lac Fontaine dessert une série de lacs dans Grandes-Piles, notamment le lac Équerre, lac Fontaine, Petit lac Dorval, lac Nicolas et le lac à Pierre.

### Chemin du Lac-des-Îles
Le "chemin du lac des îles" qui se connecte à route 159 au croisement du chemin du Lac-Fontaine, se dirige vers le sud pour desservir le secteur du lac Clair, du lac des Îles et quelques autres petits lacs. En parallèle, le "chemin du lac clair" dessert la partie Est du lac du même nom.

## Histoire
Dans l'histoire, le chemin du Lac-Fontaine et la route Joseph Saint-Amant ont été vitaux pour la coupe et le transport du bois, la villégiature ainsi que les activités récréo-touristiques dont la chasse et la pêche.

## Toponymie
La Banque des noms de lieux de la Commission de toponymie du Québec indique 17 toponymes « Lac Roberge » au Québec. Généralement ces toponymes ont une origine ethnocentrique, étant associés à des personnes de patronyme Roberge.
Le toponyme « lac Roberge » a été inscrit officiellement le 5 décembre 1968 à la Banque des noms de lieux de la Commission de toponymie du Québec.